# Trident Racing
 (octobre 2023).
Trident Racing est une écurie italienne de sport automobile. Elle a été fondée en 2006 par Maurizio Salvadori pour participer au championnat GP2 Series. L'écurie est basée à San Pietro Mosezzo, dans la région du Piémont en Italie.
Elle termine 12e du championnat 2009 avec comme pilotes Ricardo Teixeira, Davide Rigon et Rodolfo González.
En 2012, Trident Racing est engagée également en championnat GP3 Series avec les pilotes italiens Vicky Piria et Antonio Spavone.

## Résultats

### Formule 2
| Saison | Châssis | Moteur     | Pilotes                                                                         | GP disputés | Victoires | Poles Positions | Podiums | Records du tour | Points inscrits | Classement |
| ------ | ------- | ---------- | ------------------------------------------------------------------------------- | ----------- | --------- | --------------- | ------- | --------------- | --------------- | ---------- |
| 2017   | Dallara | Mecachrome | Sergio Canamasas Santino Ferrucci Nabil Jeffri Callum Ilott Raffaele Marciello  | 22          | 0         | 0               | 0       | 0               | 9               | 10e        |
| 2018   | Dallara | Mecachrome | Arjun Maini Santino Ferrucci Alessio Lorandi                                    | 24          | 0         | 0               | 0       | 0               | 37              | 10e        |
| 2019   | Dallara | Mecachrome | Giuliano Alesi Ralph Boschung Ryan Tveter Dorian Boccolacci Christian Lundgaard | 22          | 0         | 0               | 0       | 0               | 23              | 10e        |
| 2020   | Dallara | Mecachrome | Roy Nissany Marino Sato                                                         | 24          | 0         | 0               | 0       | 0               | 6               | 11e        |
| 2021   | Dallara | Mecachrome | Marino Sato Bent Viscaal                                                        | 23          | 0         | 0               | 2       | 0               | 35              | 9e         |
| 2022   | Dallara | Mecachrome | Richard Verschoor Calan Williams Zane Maloney                                   | 28          | 1         | 0               | 4       | 3               | 108             | 9e         |
| 2023   | Dallara | Mecachrome | Clément Novalak Roman Staněk Paul Aron                                          | 26          | 1         | 0               | 1       | 2               | 43              | 10e        |
| 2024   | Dallara | Mecachrome | Richard Verschoor Roman Staněk Christian Mansell Max Esterson                   | 28          | 2         | 1               | 5       | 0               | 105             | 10e        |
| 2025   | Dallara | Mecachrome | Sami Meguetounif Max Esterson                                                   |             |           |                 |         |                 |                 | e          |

### Formule 3
| Saison | Châssis | Moteur     | Pilotes                                                | GP disputés | Victoires | Poles Positions | Podiums | Records du tour | Points inscrits | Classement |
| ------ | ------- | ---------- | ------------------------------------------------------ | ----------- | --------- | --------------- | ------- | --------------- | --------------- | ---------- |
| 2019   | Dallara | Mecachrome | Devlin DeFrancesco Pedro Piquet Niko Kari              | 16          | 1         | 0               | 5       | 1               | 134             | 4e         |
| 2020   | Dallara | Mecachrome | Lirim Zendeli David Beckmann Olli Caldwell             | 18          | 3         | 2               | 9       | 1               | 261,5           | 2e         |
| 2021   | Dallara | Mecachrome | Jack Doohan Clément Novalak David Schumacher           | 20          | 5         | 2               | 13      | 3               | 381             | Champion   |
| 2022   | Dallara | Mecachrome | Jonny Edgar Oliver Rasmussen Roman Staněk Zane Maloney | 18          | 4         | 3               | 8       | 7               | 303             | 2e         |
| 2023   | Dallara | Mecachrome | Leonardo Fornaroli Gabriel Bortoleto Oliver Goethe     | 18          | 3         | 3               | 11      | 5               | 308             | 2e         |
| 2024   | Dallara | Mecachrome | Leonardo Fornaroli Sami Meguetounif Santiago Ramos     | 20          | 2         | 3               | 10      | 3               | 281             | 2e         |
| 2025   | Dallara | Mecachrome | Noah Strømsted Rafael Câmara Charlie Wurz              |             |           |                 |         |                 |                 | e          |

### Formule Régionale
| Saison | Châssis | Moteur | Pilotes                                               | GP disputés | Victoires | Poles Positions | Podiums | Records du tour | Points inscrits | Classement |
| ------ | ------- | ------ | ----------------------------------------------------- | ----------- | --------- | --------------- | ------- | --------------- | --------------- | ---------- |
| 2022   | Tatuus  | Alpine | Tim Tramnitz Roman Bilinski Leonardo Fornaroli        | 20          | 0         | 0               | 1       | 0               | 134             | 5e         |
| 2023   | Tatuus  | Alpine | Roman Bilinski Owen Tangavelou Nikhil Bohra           | 20          | 0         | 0               | 1       | 0               | 120             | 7e         |
| 2024   | Tatuus  | Alpine | Roman Bilinski Nicola Lacorte Ruiqi Liu Michael Belov | 20          | 0         | 1               | 2       | 1               | 84              | 7e         |
| 2025   | Tatuus  | Alpine | Matteo De Palo Nandhavud Bhirombhakdi Ruiqi Liu       |             |           |                 |         |                 |                 | e          |

### GP2 Series
| Saison | Châssis | Moteur     | Pilotes                                                                           | GP disputés | Victoires | Poles Positions | Podiums | Records du tour | Points inscrits | Classement |
| ------ | ------- | ---------- | --------------------------------------------------------------------------------- | ----------- | --------- | --------------- | ------- | --------------- | --------------- | ---------- |
| 2006   | Dallara | Mecachrome | Gianmaria Bruni Andreas Zuber                                                     | 21          | 3         | 2               | 3       | 3               | 45              | 6e         |
| 2007   | Dallara | Mecachrome | Pastor Maldonado Kohei Hirate Ricardo Risatti Sergio Hernández                    | 21          | 1         | 1               | 3       | 0               | 35              | 10e        |
| 2008   | Dallara | Mecachrome | Mike Conway Ho-Pin Tung                                                           | 20          | 1         | 0               | 2       | 1               | 27              | 9e         |
| 2009   | Dallara | Mecachrome | Ricardo Teixeira Davide Rigon Rodolfo González                                    | 20          | 0         | 0               | 0       | 0               | 3               | 12e        |
| 2010   | Dallara | Mecachrome | Johnny Cecotto Jr. Adrian Zaugg Edoardo Piscopo Federico Leo                      | 20          | 0         | 0               | 1       | 0               | 14              | 11e        |
| 2011   | Dallara | Mecachrome | Rodolfo González Stefano Coletti Stéphane Richelmi                                | 18          | 2         | 0               | 2       | 0               | 22              | 8e         |
| 2012   | Dallara | Mecachrome | Stéphane Richelmi Julián Leal                                                     | 24          | 0         | 0               | 1       | 0               | 34              | 10e        |
| 2013   | Dallara | Mecachrome | Kevin Ceccon Nathanaël Berthon Gianmarco Raimondo Ricardo Teixeira Sergio Campana | 22          | 1         | 0               | 2       | 1               | 49              | 11e        |
| 2014   | Dallara | Mecachrome | Johnny Cecotto Jr. Sergio Canamasas Axcil Jefferies                               | 22          | 2         | 1               | 6       | 0               | 169             | 5e         |
| 2015   | Dallara | Mecachrome | Raffaele Marciello René Binder Daniël de Jong Gustav Malja Johnny Cecotto Jr.     | 22          | 0         | 0               | 4       | 0               | 111             | 7e         |
| 2016   | Dallara | Mecachrome | Luca Ghiotto Philo Paz Armand                                                     | 22          | 1         | 0               | 4       | 2               | 111             | 8e         |

### GP3 Series
| Saison | Châssis | Moteur     | Pilotes | GP disputés | Victoires | Poles Positions | Podiums | Records du tour | Points inscrits | Classement |
| ------ | ------- | ---------- | --- | ----------- | --------- | --------------- | ------- | --------------- | --------------- | ---------- |
| 2012   | Dallara | Mecachrome | Vicky Piria Giovanni Venturini Antonio Spavone | 16          | 0         | 0               | 2       | 0               | 31              | 9e         |
| 2013   | Dallara | Mecachrome | Giovanni Venturini David Fumanelli Emanuele Zonzini Robert Cregan                                                                                         | 18          | 1         | 0               | 1       | 0               | 32              | 8e         |
| 2014   | Dallara | Mecachrome | Patrick Kujala Roman de Beer Mitchell Gilbert Luca Ghiotto Ryan Cullen Kang Ling John Bryant-Meisner Victor Carbone Denis Nagulin Konstantin Tereshchenko | 18          | 0         | 0               | 0       | 1               | 12              | 9e         |
| 2015   | Dallara | Mecachrome | Luca Ghiotto Artur Janosz Óscar Tunjo Beitske Visser Amaury Bonduel Michele Beretta                                                                       | 22          | 6         | 5               | 9       | 9               | 282             | 2e         |
| 2016   | Dallara | Mecachrome | Antonio Fuoco Sandy Stuvik Artur Janosz Giuliano Alesi | 18          | 2         | 0               | 8       | 0               | 170             | 3e         |
| 2017   | Dallara | Mecachrome | Giuliano Alesi Dorian Boccolacci Ryan Tveter Kevin Jörg Johnny Cecotto Jr.                                                                                | 16          | 4         | 0               | 11      | 1               | 578             | 2e         |
| 2018   | Dallara | Mecachrome | David Beckmann Pedro Piquet Giuliano Alesi Ryan Tveter Alessio Lorandi                                                                                    | 18          | 6         | 2               | 15      | 4               | 433             | 2e         |